# Walschot

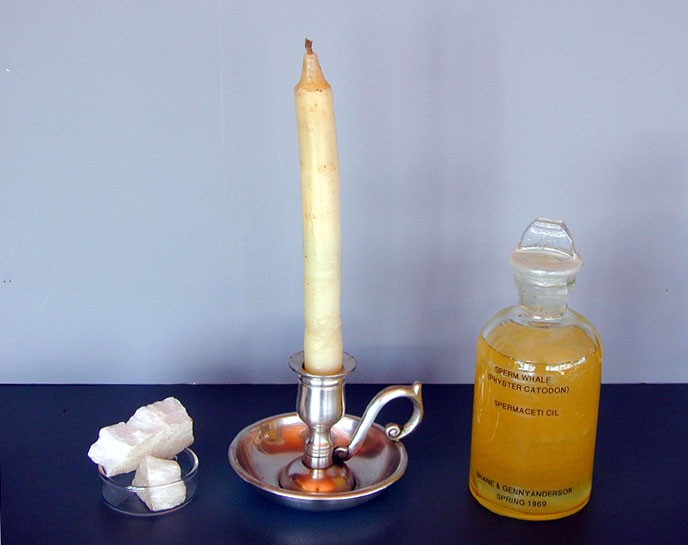
Was, kaars en olie van walschot

Walschot, spermaceti en cetaceum zijn benamingen voor een wasachtige substantie waaruit het spermaceti-orgaan bestaat in de schedel van de potvis. Een potvis heeft er ongeveer 3000 liter van. Het bestaat voor een groot deel uit cetylpalmitaat.
De stof werd gebruikt voor (dure) kaarsen. De eenheid van lichtsterkte (candela) werd oorspronkelijk gedefinieerd als de hoeveelheid licht die één kaars gemaakt van walschot uitzendt. Daarnaast werd het veel gebruikt in cosmetica en bijvoorbeeld in vetkrijt. Andere toepassingen waren in margarine, explosieven, verf en geavanceerde smeermiddelen.
De vraag naar walschot was een belangrijke oorzaak van de walvisjacht. Op het hoogtepunt in de jaren zestig werden jaarlijks 760.000 potvissen omgebracht. Om de populatie van uitsterven te redden moest een internationaal vangstverbod worden ingesteld. In de aanloop naar het verbod steeg de prijs van walschot naar een hoogtepunt. Uiteindelijk werden synthetische en plantaardige (jojoba) alternatieven ontwikkeld.
Het is niet duidelijk waarom een potvis zoveel walschot heeft. Mogelijk heeft het een functie bij het duiken. Een andere theorie is dat het een akoestische functie heeft, hetzij als geluidsbron of als een soort sonar. Een derde theorie is een functie als stormram.
De naam spermaceti betekent letterlijk walvissperma. Dat dit een misvatting is, hoeft geen betoog. De Engelse naam van de potvis is sperm whale, letterlijk spermawalvis.
In het boek Moby-Dick van Herman Melville wordt de schedelholte met het kostbare walschot aangeduid als het Heidelberger Vat of met het Heilige der Heiligen van de potvis.